# Simon Orlik
Simon Orlik (geboren 6. Juni 1876 in Wien, Österreich-Ungarn; gestorben 10. April 1942 in Cricklewood) war ein österreichischer Schwimmer.

## Leben
Simon Orlik war ein vielseitiger Sportler und gewann mehrere Jahre im Doppelzweier das Rudern auf der Strecke Nussdorf-Greifenstein. Als Schwimmer war er zunächst Mitglied beim Wiener AC und dann im Schwimmclub Austria Wien. 1897 gewann er die Deutschen Meisterschaften über 1500 m Freistil. Er gewann auch Meisterschaften in Ungarn und in Österreich. Bei den Olympischen Zwischenspielen 1906 in Athen wurde er im Freistilschwimmen über eine Meile Zehnter. Seine Schwimmstaffel  mit Otto Scheff, Edmond Bernhardt und Leopold Mayer über  4x250 m wurde nicht platziert. Orlik war 20 Jahre lang als Wasserballer aktiv und wurde wiederholt in die Auswahlmannschaft berufen. Beim Schwimmen Quer durch Wien siegte er in den Jahren 1913 und 1914. Nach seinem Kriegsdienst wurde er hier 1919 noch einmal Sechster und war in den Jahren danach noch in der Seniorenwertung erfolgreich.
Nach dem Anschluss Österreichs 1938 floh Orlik nach Großbritannien.